# Alejandro O'Reilly
El conde Alejandro O'Reilly, nacido Alexander O'Reilly y McDowell, O'Reilly y Sillon (Baltrasna, Condado de Meath, Irlanda, 24 de octubre de 1723-Bonete, Albacete, España, 23 de marzo de 1794), fue el segundo gobernador español de la Luisiana colonial, mariscal de campo y capitán general de Andalucía.
I Conde de O'Reilly por Real decreto de 23 de octubre de 1771 y el subsiguiente Real despacho de 28 de enero de 1772, del rey Carlos III.
Es recordado por dirigir la expedición que pretendía, en 1775, la conquista de Argel, que terminaría en un rotundo fracaso para las armas españolas, y por la protección que recibió del propio monarca Carlos III frente a quienes pretendían responsabilizar a O'Reilly en exclusiva del desastre.

## Juventud y primeros logros
Nació en Baltrasna, Condado de Meath, Irlanda en 1723, en el seno de una familia humilde. Desde muy joven, entendió el ejército como un medio para ganarse la vida y, al igual que muchos irlandeses de su generación, ofreció sus servicios como mercenario a potencias católicas extranjeras, alistándose en el ejército austriaco. Bajo esta bandera tomó parte activa en la guerra de los Siete Años y participó en varias escaramuzas en territorio italiano. Su buen oficio sería reconocido con un rápido ascenso en la jerarquía militar, alcanzando el grado de coronel. Cuando en 1761 España declaró la guerra a Portugal, O’Reilly ofreció sus servicios al Ejército Real Español, que ya nunca abandonaría.
En 1762, durante la guerra de los Siete Años entre Francia e Inglaterra —llamada en Estados Unidos las guerras franco-indias—, la armada inglesa atacó La Habana por sorpresa, sin ser España beligerante. Fruto de las derrotas de Francia y España en América fue la cesión por Luis XV de Francia de la Luisiana Francesa —desde los Grandes Lagos hasta el Golfo, y desde las Rocosas hasta los Apalaches — a España, y la cesión de la Florida española a Inglaterra. Tras la posterior recuperación de La Habana meses después, el rey Carlos III, harto de los constantes ataques corsarios y depredaciones británicas por todo el hemisferio americano y Canarias (Portobelo, Panamá, Veracruz, Acapulco, Callao, Cartagena de Indias, Santiago de Cuba, San Juan) previó una gran conflagración entre las Españas y Gran Bretaña.
A tal efecto, modificó los esquemas tributarios para poder sufragar los gastos de defensa y ordenó la creación de ejércitos permanentes en todos los reinos, desde Nápoles hasta La Plata. Con esto en mente envió al visitador General de Nueva España, José de Gálvez, a inspeccionar las Audiencias y las cuentas. El Mariscal O'Reilly viajó a Puerto Rico y Cuba y elaboró un informe que analizaba la situación defensiva de los castillos y presidios del Reino de la Nueva España, que incluía bajo su amparo defensivo las gobernaciones y provincias antillanas (Cuba, Puerto Rico, Santo Domingo), estudiando particularmente las causas de la antedicha derrota y señalando, además, las medidas a tomar para evitar nuevos fracasos. Como reconocimiento a esta labor fue destinado a Cuba al frente de un destacamento que tenía como misión recuperar diversas plazas en la isla. Sin demorarse, concentró sus primeros esfuerzos en reconquistar la fortaleza de La Cabaña, culminando una brillante operación militar gracias a la colaboración de su jefe de ingenieros, Silvestre de la Abarca.
Los castillos del Morro, de los Tres reyes de La Habana, de San Pedro de la Roca en Santiago de Cuba, de San Felipe y de San Cristóbal de los Caballeros en San Juan, no habían sido modernizados desde tiempos de Felipe III casi 200 años antes, y se parecían al castillo de Chinchón de Madrid. Los informes y trabajos de O'Reilly permitieron su modernización. Ninguno de los castillos jamás fue tomado. 
Durante este periodo conoció a Rosa de las Casas, hermana del gobernador de Cuba, Luis de las Casas, con quien contrajo matrimonio.
En 1765, es nombrado mariscal de campo y se le asigna el mando de Puerto Rico, con el encargo específico de formar e instruir una milicia estable y leal que protegiese la isla. Por ello es conocido como el «padre de la milicia puertorriqueña». Se esforzó en implantar un sentido de disciplina militar en las tropas locales, a las que apodó «Milicia Disciplinada», y que en años venideros gozaría de gran fama en las islas caribeñas españolas, inglesas y francesas, por su gran profesionalidad.
O'Reilly poseía un inmenso talento para el diseño de fortalezas militares, talento que puso en práctica al diseñar numerosas obras de mejora en las fortificaciones defensivas de San Juan, entre las que destaca la ampliación del Fuerte San Felipe del Morro.

## Gobernador de Luisiana
Corría el año 1769 cuando el gobernador español de Luisiana, Antonio de Ulloa, fue expulsado tras una insurrección orquestada por los colonos franceses de la región en la denominada Revolución de Luisiana. Al tener constancia de estos hechos, el rey Carlos III ordenó a O'Reilly y a su milicia restablecer el control español en la colonia sublevada y castigar a los responsables. Al frente de sus tropas, desembarcó, junto al general Luis de Unzaga y Amézaga, ante Nueva Orleans en agosto de 1769, derrotando a los insurrectos y recuperando la colonia como posesión formal de España. Mientras que desde diciembre de 1769 dejó como presidente del cabildo de Nueva Orleans a Luis de Unzaga y Amézaga, O'Reilly aplicó severos castigos contra los rebeldes por el resto de la extensa provincia de la Luisiana, hasta el punto de ejecutar públicamente a seis de sus cabecillas en el mes de octubre. Esta represión le granjeó grandes críticas entre la población francesa de la ciudad, donde aún hoy es recordado como Bloody O'Reilly (u O'Reilly le Sanglant, ‘O'Reilly el Sanguinario’); en cambio, Luis de Unzaga y Amézaga, que lo reemplazará como gobernador a principios de 1770, será conocido por el alias de le Conciliateur (‘el Conciliador’) por sus grandes dotes diplomáticas, llegando a liberar a los restantes cabecillas de la Revolución e incluso casarse con la autóctona Isabel de Saint Maxent, hija mayor del rico comerciante Gilbert Antoine de Saint Maxent.
O'Reilly, como gobernador, comenzó a implantar las estructuras administrativas españolas en la provincia y a delimitar sus fronteras a lo largo del río Misisipi. Del mismo modo elaboró el texto de la Ley Fundamental de Luisiana, que sería conocida como el «Código O'Reilly», donde se encuentran los derechos y deberes de los habitantes de la colonia. Este texto, a pesar de su gran minuciosidad, al establecer disposiciones sobre los pesos y medidas a usar en los mercados, sobre las profesiones de médico y cirujano, normas de protección civil, así como de leva e instrucción de tropas y marinería, llegó a ser reformado por su sucesor Luis de Unzaga y Amézaga le Conciliateur en diversos artículos y normas relacionadas con la esclavitud, dificultando su adquisición y logrando Unzaga juicios más justos para ellos y otras minorías como los acadianos o los amerindios. Aun así, prueba de su alta calidad jurídica, al estar basado en las Partidas de Alfonso X el Sabio, es por lo que Unzaga lo adopte y continúe parcialmente, con addendum o añadidos, de manera que parte de dicho código continuará durante todos los años de dominio español en la provincia y además fue aplicado también en Florida tras la conquista de Pensacola por Bernardo de Gálvez.
Completada esta misión, Carlos III decidió relevarle de su puesto de gobernador en marzo de 1770, en parte por el rechazo que su severidad causaba entre la población civil, la población de La Luisiana rápidamente se serenó con Luis de Unzaga y Amézaga cuya gestión gubernativa ya conocían por sus 3 meses que ejerció como presidente del cabildo de la ciudad de Nueva Orleans y gobernador de la extensa provincia de Luisiana, por donde hizo O'Reilly diversas expediciones mientras que había dejado a Unzaga como gobernador interino.

## El regreso a España y la Expedición contra Argel
A su regreso a España, en 1770, Carlos III le encomendó organizar la leva y el adiestramiento de seis nuevas divisiones de reclutas, cuyo destino serían las colonias del Caribe. Tras este cometido, el Rey le encargó el reclutamiento e instrucción de un nuevo ejército de 22 000 hombres, cuyo objetivo sería desembarcar en la costa de Argelia y conquistar todas las plazas norteafricanas. Sin embargo, los espías ingleses y franceses, opuestos a esta ofensiva, informaron a los sultanes argelinos de los planes españoles con tiempo suficiente para que estos pudiesen organizar la defensa.
En julio de 1775, O'Reilly llegó finalmente a Argel, donde ya había un nutrido ejército esperándolo. Pese a la férrea instrucción que había inculcado a sus tropas, los exploradores españoles eligieron erróneamente la zona de desembarco y los cañones quedaron atascados en las dunas de la playa, inutilizados para el combate. Tras una dura batalla, aunque lograron tomar el fuerte de Argel, los escuadrones españoles no consiguieron organizar un eficaz despliegue, y O'Reilly hubo de ordenar el regreso a los navíos y la retirada a España.
El número de bajas fue tan grande que la misión se tornó imposible. Este fracaso fue calificado de «desastre» en los círculos de la Corte y provocó durísimas críticas contra O'Reilly, hasta el punto que la cúpula militar debatió su destitución. Sin embargo, Carlos III resolvió finalmente protegerlo al nombrarlo capitán general de Andalucía, con la misión especial de reorganizar el sistema defensivo de la bahía de Cádiz, tarea que llevará a cabo con gran eficacia. Bajo su gobierno se construyeron en la capital gaditana las murallas de San Carlos y Puerta de Tierra, que a la postre serían fundamentales para mantener a salvo Cádiz durante la Guerra de la Independencia. Del mismo modo, fomentó las artes y las ciencias, abriendo numerosas escuelas y centros de investigación. Satisfecho con sus disposiciones, el monarca le concedió el título de Conde.
Tras el estallido de la Revolución francesa y la creación de la Primera Coalición, el nuevo rey Carlos IV asignó al general Ricardos la invasión del sur de Francia y la reconquista del Rosellón. La repentina muerte de Ricardos obligó al rey a nombrar otro comandante, responsabilidad que cayó en manos de O'Reilly, quien, pese a su avanzada edad, partió hacia el frente. Sin embargo, durante el viaje falleció en Bonete antes de poder ponerse al mando de sus tropas.
El conde Alejandro O'Reilly está enterrado en el presbiterio de la iglesia parroquial de San Juan Bautista de Bonete (Albacete). En Cádiz, la calle del Conde O'Reilly lleva este nombre en su honor.